# Daniel Pérez Monti
Daniel Eduardo Pérez Monti (Asunción, 13 agosto 1984) è un cestista paraguaiano.

## Carriera
Con il Paraguay ha disputato i Campionati americani del 2011.